# Greci (Italie)
Pour les articles homonymes, voir Greci.
Greci (en arbëreshë: Katundi) est une commune italienne de moins de 700 habitants située dans la province d'Avellino dans la région Campanie en Italie méridionale.

## Histoire
La commune abrite une forte communauté Arbëresh, Albanais installés ici au XVe siècle, fuyant l’avance ottomane. Ces Albanais ont gardé une forte identité, parlant toujours leur langue, l’arbërisht.

## Administration
| Période                                  | Période  | Identité          | Étiquette | Qualité |
| ---------------------------------------- | -------- | ----------------- | --------- | ------- |
| 25 mai 2003                              | En cours | Donatella Martino |           |         |
| Les données manquantes sont à compléter. |          |                   |           |         |

### Communes limitrophes
Ariano Irpino, Castelfranco in Miscano, Faeto, Montaguto, Orsara di Puglia,  Savignano Irpino